# Lifan Myway

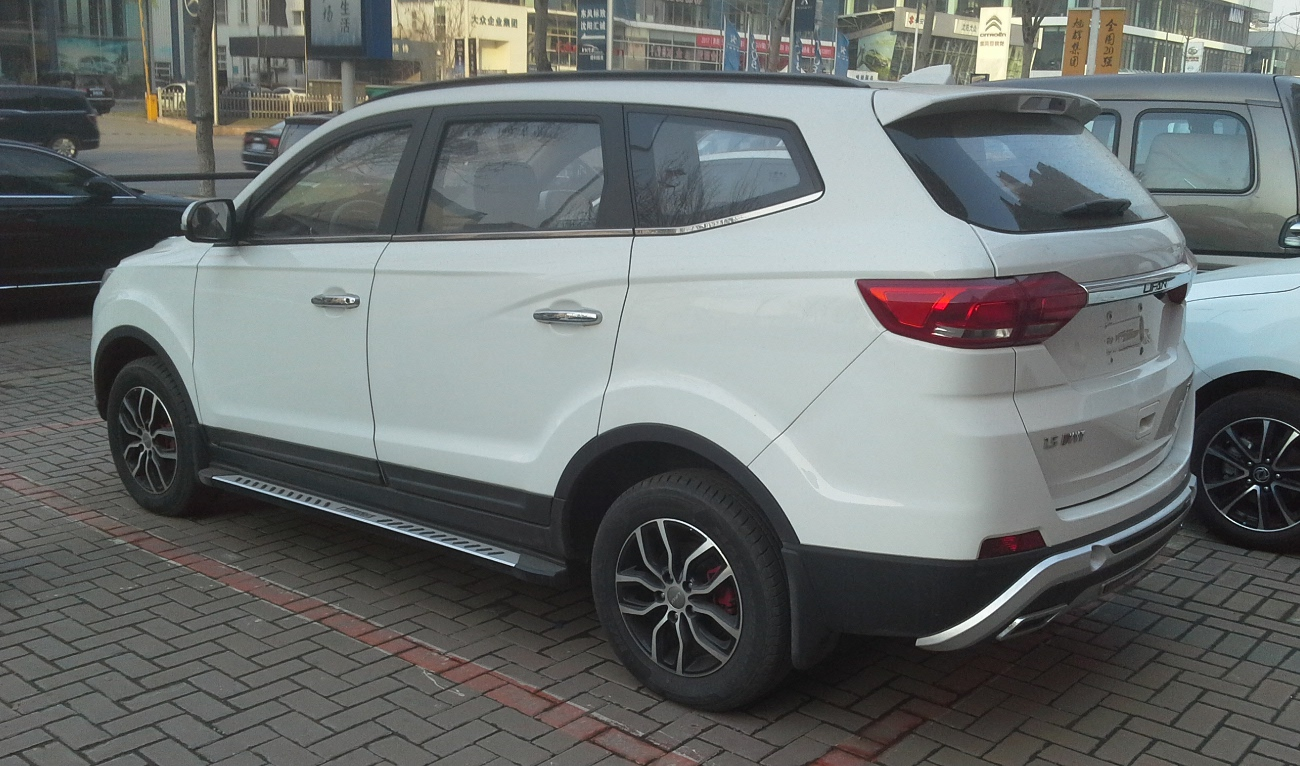
Heckansicht

Der Lifan Myway (auch Lifan Maiwei, Lifan X7 oder 迈威) ist ein SUV des chinesischen Automobilherstellers Lifan.

## Geschichte
Das Fahrzeug wurde auf der Beijing Auto Show im April 2016 der Öffentlichkeit vorgestellt und kam zeitgleich in China in den Handel. Angeboten wurde der Siebensitzer unter anderem auch in Russland, Argentinien und Uruguay. Ausschließlich in China wurde ab Ende 2018 auch eine batterieelektrische Version des Myway verkauft. Die Reichweite gibt Lifan mit 405 km an.

## Technische Daten
Das SUV wird von einem 1,5-Liter-Ottomotor mit 80 kW (109 PS) oder einem 1,8-Liter-Ottomotor mit 98 kW (133 PS) angetrieben. Allradantrieb ist nicht verfügbar. Seit Oktober 2018 ist auch ein 100 kW (136 PS) starker Elektromotor erhältlich.
|                                             | 1.5                          | 1.8                          | EV400                       |
| Bauzeitraum                                 | 04/2016–11/2020              | 04/2016–11/2020              | 10/2018–11/2020             |
| Motorkenndaten                              |                              |                              |                             |
| Motortyp                                    | R4-Ottomotor                 | R4-Ottomotor                 | Elektromotor                |
| Hubraum                                     | 1485 cm³                     | 1794 cm³                     | —                           |
| max. Leistung bei min−1                     | 80 kW (109 PS) / 5800        | 98 kW (133 PS) / 6000        | 100 kW (136 PS)             |
| max. Drehmoment bei min−1                   | 145 Nm / 3500–4200           | 168 Nm / 4200–4400           | 280 Nm                      |
| Kraftübertragung                            |                              |                              |                             |
| Antrieb                                     | Vorderradantrieb             | Vorderradantrieb             | Vorderradantrieb            |
| Getriebe, serienmäßig                       | 5-Gang-Schaltgetriebe        | 5-Gang-Schaltgetriebe        | 1-Stufen-Reduktionsgetriebe |
| Getriebe, optional                          | [4-Stufen-Automatikgetriebe] | [5-Stufen-Automatikgetriebe] | —                           |
| Messwerte                                   |                              |                              |                             |
| Höchstgeschwindigkeit                       | k. A.                        | 160 km/h                     | 100 km/h                    |
| Beschleunigung, 0–100 km/h                  | k. A.                        | 13,2 s                       | k. A.                       |
| Kraftstoffverbrauch auf 100 km (kombiniert) | 7,6 l Super [7,6 l Super]    | 7,9 l Super [8,0 l Super]    | —                           |
| Tankinhalt                                  | 50 l                         | 50 l                         | —                           |
| Batterie                                    | —                            | —                            | 60,4 kWh                    |

- Werte in [ ] gelten für Modelle in Verbindung mit Automatikgetriebe.